# Westford (Massachusetts)
Pour les articles homonymes, voir Westford.
Westford est une municipalité du comté de Middlesex dans le Massachusetts aux États-Unis.